# Palaquium neoebudicum
Palaquium neoebudicum là một loài thực vật thuộc họ Sapotaceae. Đây là loài đặc hữu của Vanuatu.